# Научная позиция
Нау́чная позиция — это точка зрения относительно какого-либо вопроса или проблемы, сформулированная конкретной научной школой и основанная на принципах формирования научного суждения. Отличается от авторской позиции, представляющей собой выражение субъективного отношения к проблеме. Научная позиция формируется на основе научного метода. Отражает позицию науки как области человеческой деятельности, занимающейся выработкой и систематизацией объективных знаний о действительности (см. наука).
Критерии, позволяющие определить научную позицию:
1) объективность отражаемых в ней постулатов, то есть очищенность от субъективных точек зрения;
2) интерсубъективность, или обобщенное представление об описываемых феноменах (см. интерсубъективность);
3) воспроизводимость, достоверность и опытность знания, отражаемого в позиции;
4) фальсифицируемость — принципиальная опровергаемость утверждения, содержащегося в научной позиции (то есть возможность систематической проверки высказываний, результатом которых может стать их опровержение) (см. фальсифицируемость, Поппер);
5) отражение в позиции аксиоматики конкретной научной школы (см. научная школа).
Научная позиция проявляется в готовности принять любую критику утверждений.